# Lionel Jaffredo
Lionel Jaffredo (Vannes, 6 luglio 1970) è un ex arbitro di calcio francese.

## Carriera
È appartenente alla Sezione Fédéral 1 dal 1 luglio 2006. Dal 2008 arbitra anche le partite di Champions League e di Europa League, di cui il debutto è avvenuto nella partita tra Maribor e Zurigo. Nella partita di campionato tra Bordeaux e Paris SG non ha fischiato un calcio di rigore a favore dei parigini, provocandosi un diverbio con Zlatan Ibrahimović.